# Lizine
Lizine település Franciaországban, Doubs megyében. Lakosainak száma 91 fő (2022. január 1.). Lizine Rurey, Myon, Amondans és Cussey-sur-Lison községekkel határos.

## Népesség
A település népességének változása:
| Lakosok száma | 84   | 68   | 73   | 94   | 81   | 82   | 92   | 97   | 99   | 91   |
|               | 1968 | 1982 | 1990 | 2006 | 2013 | 2015 | 2017 | 2019 | 2020 | 2022 |